# 哈德良五世
亞德五世（拉丁語：Hadrianus PP. V；約1205年—1276年8月18日）本名奧托博諾·菲耶斯基（Ottobono Fieschi），1276年7月11日至1276年8月18日出任教宗。

## 譯名列表
- 五世：香港天主教教區檔案　歷任教宗作。
- 亞得連五世：《大英簡明百科知識庫》2005年版[永久]作亞得連。
- 阿德里安五世：《世界人名翻譯大辭典》1993年版作阿德里安。
- 亞得里安五世：國立編譯舘[永久]作亞得里安。